# Vera Poska-Grünthal
Vera Poska-Grünthal, née le 25 mars 1898 à Reval (Tallin) et morte le 29 janvier 1986 à Stockholm est une avocate et journaliste estonienne. Elle est une figure du féminisme en Estonie. Elle participe à la réforme du droit de la famille en Estonie, cofonde la Fédération internationale des femmes des carrières juridiques (FICJ) et crée, en Suède, la revue en langue estonienne Triinu.

## Biographie

### Jeunesse et formation
Vera Poska est née le 25 mars 1898 à Reva, l'ancienne Tallin qui se trouve alors dans l'Empire russe. Elle est la plus jeune des huit enfants de Jaan Poska (1866-1920), un avocat et homme politique et Constance Ekström (1870-1926). La famille est de religion orthodoxe.
Elle termine l'école secondaire en 1915 à Tallin puis étudie le droit  à Saint-Pétersbourg et à Voronej. Quand la révolution éclate en 1917, elle arrête ses études et retourne en Estonie.
En 1919, elle épouse l'avocat et homme politique Timotheus Grünthal (en) (1893-1955) en 1919. Ils auront cinq enfants.
Après leur mariage, le couple s'installe à Kuressaare et en 1920 à Tartu (Dorpat). Vera Poska-Grünthal reprend ses études à l'Université de Tartu où elle doit passer des examens supplémentaires de mathématiques parce qu'elle est diplômée d'une école de filles. Elle mentionne dans ses mémoires que cette injustice l'a convaincue de défendre les droits des femmes. Elle obtient son diplôme en 1925,. 

### Avocate
Vera Poska-Grünthal travaille ensuite comme avocate au Bureau juridique de la ville de Tallinn où elle est amenée à travailler principalement avec des femmes en difficulté et sur des questions de pensions alimentaires, de divorce et d'héritage. Elle découvre les injustices du droit privé balte envers les femmes et prend conscience que les femmes doivent chercher à changer elles-mêmes la loi parce que les hommes n’abandonnent pas volontairement leurs privilèges.  
En 1929, la famille retourne à Tartu, où Vera Poska-Grünthal ouvre un cabinet d'avocats avec sa collègue avocate Olinde Ilusa. Elle est conseillère juridique de l'Association des femmes de Tartu jusqu'en 1939. Elle devient avocate assermentée au barreau estonien,. 

### Travail féministe
Vera Poska-Grünthal participe au premier congrès du travail social à Paris en 1928 en tant que déléguée de l'Eesti Naisorganisatsioonide Liit (Fédération des associations de femmes estoniennes). Elle y fonde la Fédération internationale des femmes des carrières juridiques (FIFCJ) avec  Clara Campoamor (Espagne), Marcelle Kraemer- Bach (France), Agathe Dyvrande-Thévenin (France) et Margarete Berent (Allemagne). La FIFCJ a pour objectif d'améliorer le statut des femmes et des enfants par les moyens juridiques. L'année suivante, l'association tient son premier congrès à Paris avec des avocats de 18 pays. 
Vera Poska-Grünthal s'intéresse particulièrement au droit de la famille, de la protection sociale et de la protection de la jeunesse qu'elle traite quotidiennement dans son travail. Le droit privé balte est très conservateur dans ces domaines. En 1928, en tant que représentante de l'Association des femmes universitaires estoniennes, Vera Poska-Grünthal participe aux réunions des rédacteurs du projet de Code civil de la première période d'indépendance et, plus tard, avec deux autres avocates, elle élabore un projet de loi visant à réformer le droit de la famille en Estonie,,. 
À Tartu, où son mari enseigne, Vera Poska-Grünthal fonde et dirige une bibliothèque féministe en collaboration avec l' Eesti Akadeemiliste Naiste Ühing (EANÜ, Association estonienne des femmes universitaires). Elle participe également à la fondation de la Tartu Soroptimistide Ühing (Association des Soroptimistes de Tartu), l' Ühing Kodu ja Koo (Association pour la maison et l'école) en 1931 et la Tartu Emadekaiste Ühing (Association pour le rétablissement maternel) en 1939. 
En 1936, Vera Poska-Grünthal publie son premier livre Naine ja naisliikumine. Peajooni naisliikumise ajaloost ja probleemistikust (La femme et le mouvement des femmes. Aperçus de l'histoire et des problèmes du mouvement des femmes.). C'est le premier ouvrage de ce type en Estonie. Il donne un aperçu de la condition de la femme dans l'histoire et les temps modernes, incluant des aspects psychologiques, sociologiques et juridiques.

### Enseignement
En 1939, Vera Poska-Grünthal est la première femme à soutenir son mémoire de maîtrise à la Faculté de droit de l'Université de Tartu. Sa thèse s'intitule « Protection juridique de la jeunesse en matière de travail » et critique vivement la situation juridique de l'époque. Elle enseigne ensuite un cours de droit de la protection sociale et devient la première femme chargée de cours à la Faculté de droit de l'Université de Tartu. 
Grâce à une bourse, elle travaille à la Sorbonne à Paris de mars 1939 à février 1940 sur sa thèse de doctorat sur la Protection pénale de la jeunesse. La thèse est achevée en 1941, mais n'est pas soutenue. 
À la fin de la première année d'occupation soviétique, en juin 1941, plus de dix mille Estoniens, dont plusieurs avocats, sont déportés vers la Sibérie, parmi lesquels des membres du personnel et des étudiants des facultés de droit. Vera Poska-Grünthali et sa famille s'enfuient à Stockholm, en Suède, en 1944. Sa carrière universitaire et ses recherches prennent fin brutalement,.

### Stockholm et le Canada
Vera Poska-Grünthal commence à travailler comme journaliste en exil. En 1952 elle fonde à Stockholm le magazine féminin Triinu en estonien, qu'elle édite de 1952 à 1981. Après la mort de son mari en 1955, Vera Poska-Grünthal part en Amérique du Nord. La rédaction du magazine est alors transférée à Toronto en 1954 et Triinu devient l'organe du Toronto Eesti Naisselts (eksiilis). Sa fille Tanni Kents reprend la direction éditoriale jusqu'à ce qu'elle soit interrompue à l'hiver 1995. 
En 1960, Vera Poska-Grünthal revient en Suède. Elle publie l'ouvrage Jaan Poska tütar jutustab avec des souvenirs de son père et de la vie dans la maison de ses parents en 1969 et des illustrations de son frère. D'autres livres autobiographiques sur sa vie en Estonie et en exil sont publiés en 1975 et à titre posthume en 1985. 
Vera Poska-Grünthal décède le 29 janvier 1986 à Stockholm. 
Ses archives sont conservées en Estonie et aux Archives nationales de Suède,.

## Hommages
En 1940, Vera Poska-Grünthal est décorée de l'Ordre de la Croix-Rouge estonienne, quatrième classe.
Le le 28 mars 2023, à l'occasion du 125e anniversaire de sa naissance, la Faculté de droit de l'Université de Tartu et la Société estonienne instruite célèbrent la Journée Vera Poska-Grünthal.

## Publications
- (ee) Naine ja naisliikumine: peajooni naisliikumise ajaloost ja probleemistikust, Tarku, Eesti Kirjanduse Selts, 1936, 111 p.
- Abieluseutilisé. Rootsi aieluseadus 11 juin 1920. a. Soome abieluseadus 13. juunist 1929. a. (Comparaison des lois sur le mariage)
- Minni Kurs-Olesk. Eesti Akadeemiliste Naiste Ühing, Tallinn 1939.
- avec Jaan Poska : Jaan Poska tütar jutustab. Mälestusi grand-mère isast oui elust vanemate kodus. Orto, Toronto 1969.
- Voir Oli Eestis 1919-1944. Stockholm 1975.
- Elu jatkub võõrsil. Forf, Toronto 1985.